# Diploastrea heliopora
Diploastrea heliopora är en korallart som först beskrevs av Jean-Baptiste Lamarck 1816.  Diploastrea heliopora ingår i släktet Diploastrea och familjen Faviidae. IUCN kategoriserar arten globalt som nära hotad. Inga underarter finns listade i Catalogue of Life.

## Bildgalleri

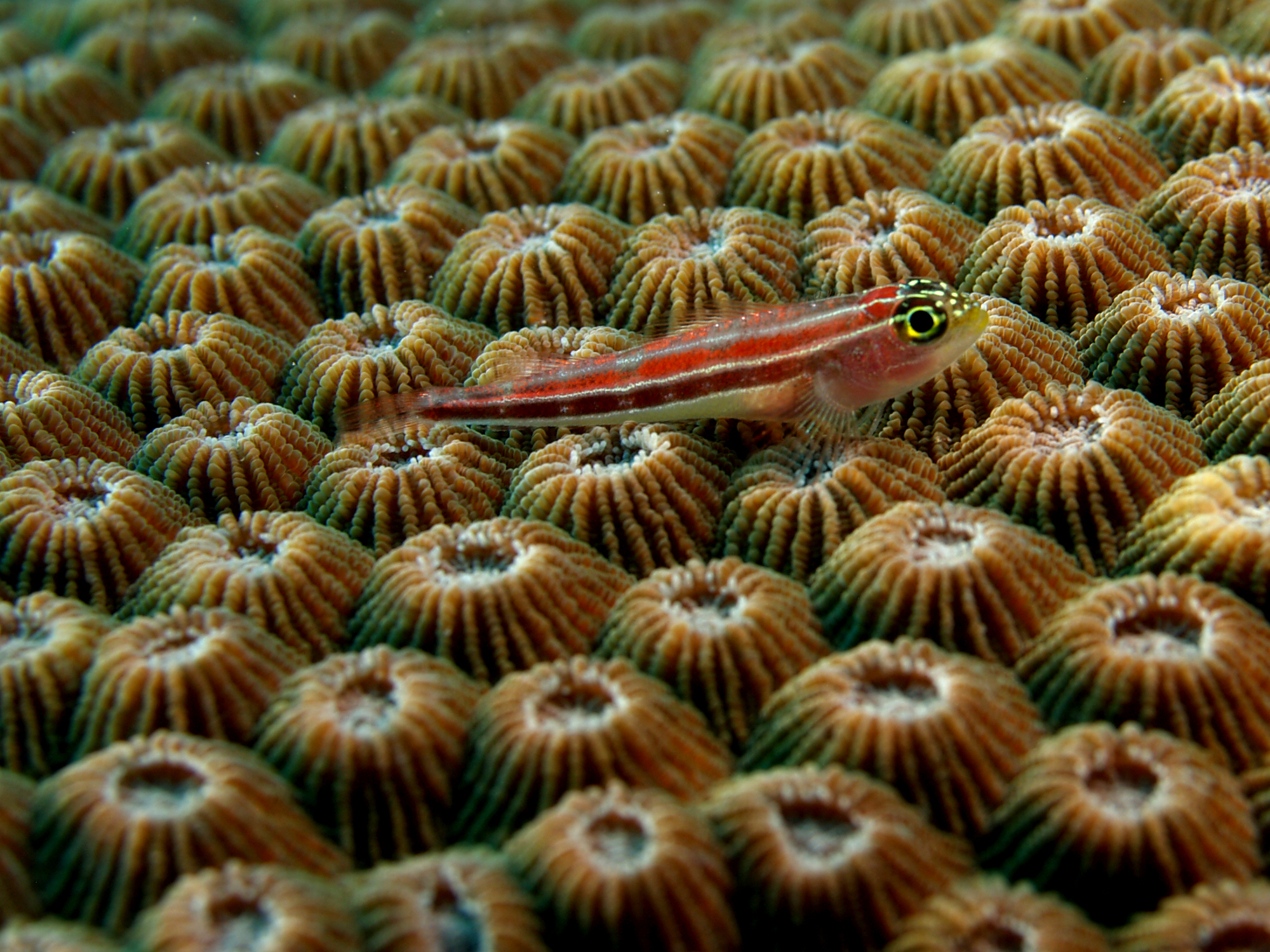
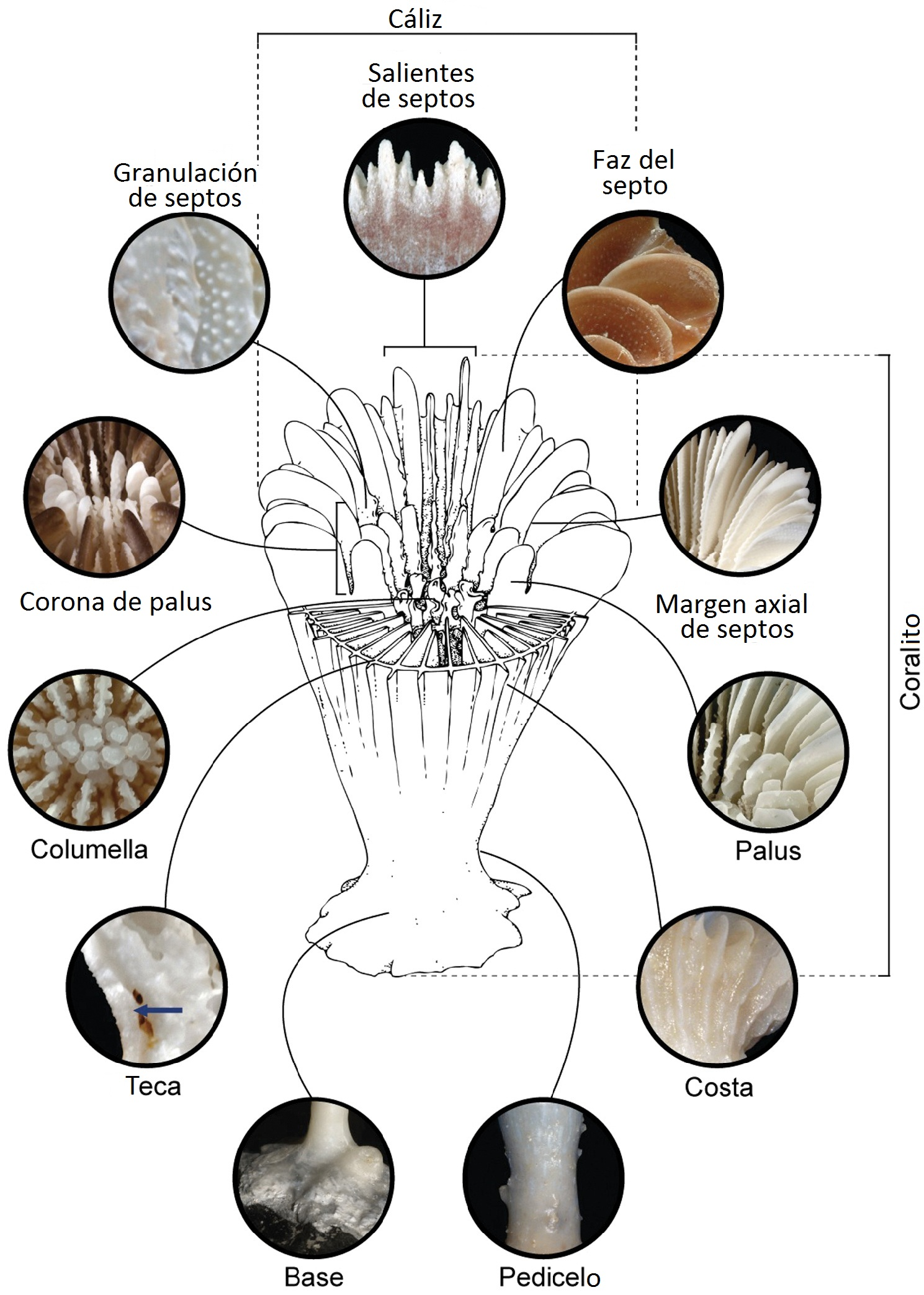